# Dennis Farina
Dennis Farina (29 tháng 2 năm 1944 – 22 tháng 7 năm 2013) là một diễn viên và cựu sĩ quan cảnh sát người Mỹ.

## Thời thơ ấu
Farina được sinh ra trong một năm nhuận vào ngày 29 tháng 2 năm 1944 tại khu phố cổ của Chicago. Ông là con trai thứ tư và là con út trong bảy người con của Joseph và Yolanda Farina. Cha của Farina, người đến từ Villabla, Sicily, là một bác sĩ ở Chicago, và mẹ ông là một người nội trợ. Farinas nuôi dạy con cái của họ trong một ngôi nhà ở North Avenue ở Old Town, một khu phố làm việc với một hỗn hợp dân tộc rộng lớn, với người Ý và người Đức là hai dân tộc chiếm ưu thế..
Trước khi trở thành một diễn viên, Farina đã phục vụ ba năm trong Quân đội Hoa Kỳ trong Thời đại Việt Nam, tiếp theo là 18 năm trong bộ phận trộm cắp của Sở Cảnh sát Chicago từ 1967 đến 1985.

## Danh sách phim

### Điện ảnh
| Năm  | Phim                               | Vai                      | Ghi chú             |
| ---- | ---------------------------------- | ------------------------ | ------------------- |
| 1981 | Thief                              | Carl                     |                     |
| 1985 | Code of Silence                    | Det. Dorato              |                     |
| 1986 | Jo Jo Dancer, Your Life Is Calling | Freddy                   |                     |
| 1986 | Manhunter                          | Jack Crawford            |                     |
| 1988 | Midnight Run                       | Jimmy Serrano            |                     |
| 1990 | Men of Respect                     | Bankie Como              |                     |
| 1990 | Havana                             | Joe Volpe's assistant    | Không được ghi danh |
| 1992 | Mac                                | Mr. Stunder              |                     |
| 1992 | We're Talking Serious Money        | Sal                      |                     |
| 1992 | Street Crimes                      | Brian                    |                     |
| 1993 | Another Stakeout                   | Brian O'Hara             |                     |
| 1993 | Romeo Is Bleeding                  | Nick Gazzara             | Không được ghi danh |
| 1993 | Striking Distance                  | Capt. Nick Detillo       |                     |
| 1994 | Little Big League                  | George O'Farrell         |                     |
| 1995 | Get Shorty                         | Ray "Bones" Barboni      |                     |
| 1996 | Eddie                              | Coach John Bailey        |                     |
| 1997 | That Old Feeling                   | Dan De Mora              |                     |
| 1998 | Out of Sight                       | Marshall Sisco           |                     |
| 1998 | Saving Private Ryan                | Lt. Col. Walter Anderson |                     |
| 1999 | The Mod Squad                      | Capt. Adam Greer         |                     |
| 2000 | Reindeer Games                     | Jack Bangs               |                     |
| 2000 | Preston Tylk                       | Dick Muller              |                     |
| 2000 | Snatch                             | Abraham "Avi" Denovitz   |                     |
| 2001 | Sidewalks of New York              | Carpo                    |                     |
| 2002 | Big Trouble                        | Henry Desalvo            |                     |
| 2002 | Stealing Harvard                   | Mr. Warner               |                     |
| 2004 | Paparazzi                          | Det. Burton              |                     |
| 2004 | Scrambled Eggs                     | Dr. Carlson              | Phim ngắn           |
| 2007 | You Kill Me                        | Edward O'Leary           |                     |
| 2007 | Purple Violets                     | Glen Gilmore             |                     |
| 2007 | The Grand                          | L.B.J. Deuce Fairbanks   |                     |
| 2007 | National Lampoon's Bag Boy         | Marty Engstrom           |                     |
| 2008 | Bottle Shock                       | Maurice Cantavale        |                     |
| 2008 | What Happens in Vegas              | Banger                   |                     |
| 2010 | Knucklehead                        | Memphis Earl             |                     |
| 2011 | The Last Rites of Joe May          | Joe May                  |                     |
| 2014 | Authors Anonymous                  | John K. Butzin           |                     |
| 2014 | Lucky Stiff                        | Luigi                    |                     |